# تاريخ طب القلب الغازي والتدخلي
شهد طب القلب الغازي والتدخلي أحداثًا تاريخيةً معقدةً، إذ عملت مجموعات عديدة مستقلة على تقنيات متشابهة. يرتبط طب القلب التدخلي حاليًا ارتباطًا وثيقًا مع أطباء الأمراض القلبية، رغم أن تطوره وأغلب أبحاثه وإجراءاته الباكرة جرت على يدي اختصاصيي علم الأشعة التدخلية.

## نشأة طب القلب الغازي
شكل تطور القسطرة القلبية عام 1711 نقطة انطلاق مجال طب القلب الغازي، حين وضع ستيفن هايلز قساطر في بطيني القلب الأيمن والأيسر لأحد الأحصنة الحية. شهدت التقنية تغيرات عديدة في القرن التالي، وأُجريت أول دراسة رسمية لفسيولوجيا القلب على يدي كلود برنارد في أربعينيات القرن التاسع عشر.

## تطبيق القسطرة على البشر
طور الطبيب البرتغالي إيغاس مونيز تقنية التصوير الوعائي لتصوير الأوعية الدماغية للمرة الأولى عام 1927 في جامعة لشبونة، وهذا مكنه من رؤية توعية الدماغ عبر الأشعة السينية بمساعدة مادة ظليلة حقنها عبر قسطرة وعائية.
أُجريت القسطرة القلبية للمرة الأولى عام 1929 عندما أحدث فرنر فورسمان شقًا في أحد أوردة الحفرة المرفقية وأدخل قسطرةً إلى الأذينة اليمنى من قلبه بمساعدة الكشف الفلوري، ثم مضى إلى قسم الأشعة ليوثق الإجراء بخضوعه لتصوير الصدر الشعاعي. في السنة التالية، وُضعت القساطر بأسلوب مشابه في البطين الأيمن وأصبح بالإمكان قياس الضغط والنتاج القلبي باستخدام مبدأ فيك.
في أوائل أربعينيات القرن العشرين، أجرى أندريه كورنان بالتعاون مع ديكسون ريتشاردس قياسات جهازية أخرى لديناميكا الدم في القلب، وتشاركا مع فورسمان جائزة نوبل في الفسيولوجيا والطب لعام 1965 لاكتشافهم القسطرة القلبية وقياسات ديناميكا الدم.

### تطور تصوير الأوعية التاجية التشخيصي
في عام 1958، بدأ اختصاصي الأشعة التدخلية د. تشارلز دوتر العمل على طريقة لرؤية تشريح الأوعية التاجية عبر أفلام الأشعة التسلسلية. اخترع دوتر طريقةً تُعرف باسم تصوير الأبهر الساد وطبقها على نماذج حيوانية. شملت الطريقة إحداث انسداد عابر في الأبهر ثم حقن كمية صغيرة من مادة ظليلة شعاعيًا في جذر الأبهر وإجراء سلسلة من الصور الشعاعية لرؤية الشرايين التاجية. أنتجت هذه الطريقة صورًا مبهرةً للتشريح التاجي، وصرح دوتر أن جميع الحيوانات المشمولة في التجربة بقيت على قيد الحياة.
في وقت لاحق من ذلك العام، لاحظ طبيب الأطفال في مركز كليفلاند كلينك د. ماسون سونز خلال إجرائه تصويرًا وعائيًا لجذر الأبهر أن القسطرة دخلت خطًا في الشريان التاجي الأيمن، وقبل إخراج القسطرة، حُقن 30 سنتيمترًا مكعبًا من المادة الظليلة ضمنه، ودخل المريض في حالة رجفان بطيني، وهو اضطراب نظم خطير أوقفه د. سونز مباشرةً باستخدام الضربة أمام القلب التي أعادت إليه النظم الجيبي، وكان ذلك أول تصوير تاجي انتقائي في العالم. كان الاعتقاد السائد حتى ذلك الحين أن حقن كمية قليلة من المادة الظليلة ضمن الأوعية التاجية تؤدي إلى الوفاة.
حتى خمسينيات القرن العشرين، شملت عملية القسطرة الشريانية أو الوريدية إجراء شق جراحي تُسلخ فيه الأنسجة للوصول إلى الشريان أو الوريد المقصود لرؤيته مباشرةً وثقبه بالقسطرة، وعُرفت هذه الطريقة بتقنية سونز. تطورت التقنية المستخدمة حاليًا على نطاق واسع للقسطرة عبر الجلد عام 1953 على يد اختصاصي الأشعة سفين إيفار سيلدنجر، إذ طُبقت هذه التقنية بدايةً لتصوير الشرايين المحيطية، وما زالت القسطرة عبر الجلد معروفةً حتى الآن بتقنية سيلدنجر. وُصفت هذه التقنية لتصوير الشرايين التاجية عام 1962 من قبل ريكيتس وأبرامس وعام 1967 من قبل جودكنز.
بحلول أواخر ستينيات القرن العشرين، بدأ ميلفن جودكنز العمل على تصنيع قساطر مخصصة للوصول إلى الشرايين التاجية وإجراء تصوير وعائي ظليل انتقائي لها. شمل عمله البدئي صنع أسلاك قاسية ومقارنة شكلها مع الصور الشعاعية للأبهر الصاعد لتحديد تناسبها معه، ثم وضع السلك القاسي داخل قسطرة مرنة واستخدم التثبيت بالحرارة لمنحها شكلًا ثابتًا يماثلها، وعند استخدامها على البشر، أخذت كل قسطرة شكلًا وقياسًا مناسبين لأبهر الفرد الخاضع للعلاج. وُثقت أعمال جودكنز عام 1967، ثم دخلت مجال التصنيع بحلول 1968 بأعداد محدودة من الأشكال ذات الأطراف الثابتة. حملت هذه القساطر اسم جودكنز، وما زالت تُستخدم حتى هذه الأيام لتصوير الشرايين الإكليلية الانتقائي.

### بزوغ حقبة التقنيات التدخلية
وصف اثنان من اختصاصي الأشعة التدخلية، كارلس دوتر وميلفن جودكنز، استخدام قساطر التفلون الموسعة المدببة لعلاج تصلب الأوعية العصيدي لأول مرة عام 1964، إذ استخدماها لعلاج حالة التصلب العصيدي في الشريان الفخذي السطحي للساق اليسرى.
أجرى أندرياس غرونتزيغ أول عملية تصنيع وعائي ناجحة عبر اللمعة عن طريق الجلد على البشر في 16 سبتمبر 1977 في المستشفى الجامعي في زيورخ بناء على عمل دوتر وجودكنز وأبحاثه الخاصة حول القساطر المنتهية بالبالون (تُعرف حاليًا باسم التدخل الإكليلي عبر الجلد بّي تي سي إيه أو بّي سي آي). عرض غرونتزيغ نتائج تجربته في اجتماع جمعية القلب الأمريكية بعد شهرين على مرأى جمهور مذهول من أطباء القلب، وأجرى في السنوات الثلاث التالية عمليات عديدة من التصنيع الوعائي التاجي على 169 مريضًا في زيورخ، وعلم تقنية تصنيع الأوعية التاجية لمجموعة من أطباء الأمراض القلبية التدخلية الناشئين. بعد عشر سنوات، بقي نحو 90% من الأفراد الخاضعين للعملية على قيد الحياة.
أُجري ما يزيد عن 300,000 تداخل إكليلي عبر الجلد سنويًا بحلول منتصف ثمانينيات القرن العشرين لتساوي عدد جراحات المجازات الإكليلية المجراة على مرضى الشرايين التاجية.
بعد فترة قصيرة من بدء أندرياس غرونتزيغ إجراء التدخل عبر الجلد على الأفراد المصابين بداء الشرايين الإكليلية المستقر، وصفت مجموعات عدة استخدام القساطر لحقن الستريبتوكيناز عبر الأوعية التاجية لعلاج احتشاء عضلة القلب الحاد (النوبة القلبية).
ظهر عدد من الاختلاطات الخطيرة في السنوات الأولى للتصنيع الوعائي، إذ حدث انسداد وعائي مباشر بعد قسطرة الشرايين بالبالون في نحو 1% من الحالات، واضطر المرضى للخضوع إلى تبديل المجازات الإكليلية الإسعافي. كان التسلخ الوعائي أحد المشكلات المتكررة التي نجمت عن استخدام حجم غير ملائم من البوالين لا يتناسب مع قطر الشريان. نكس التضيق الوعائي في نحو 30% من الأفراد الذين خضعوا للقسطرة عبر الجلد، وهذا أدى إلى عودة الأعراض غالبًا ما دفع بهم إلى إعادة الإجراء.

### تطور الدعامات ضمن الشرايين التاجية
منذ بداية ظهور التصنيع الوعائي بالبالون عبر الجلد، افترض الباحثون إمكانية وضع أجهزة ضمن الشرايين لإبقاء لمعتها مفتوحة بعد نجاح التوسيع بالبالون. لم تبصر هذه التقنية النور في طب القلب حتى وضعت أول دعامة تاجية بنجاح ضمن الشرايين التاجية عام 1986.
كانت أولى الدعامات المستخدمة دعامة وولستين ذاتية التمدد، وانتشر لاحقا استخدام الدعامات داخل التاجية سريعًا لعلاج بعض اختلاطات التصنيع الوعائي التاجي عبر الجلد ما أدى إلى تناقص إجراء جراحات المجازات الإكليلية الإسعافية لعلاج الاختلاطات الحادة التالية للتصنيع الوعائي بالبالون.
أدرك الباحثون سريعًا الانخفاض الكبير في معدلات إعادة التضيق الوعائي لدى الأفراد الذين ركبوا دعامةً ضمن الشرايين التاجية مقارنةً بمن أجرى تصنيعًا وعائيًا بالبالون.
كان الخثار الحاد أكثر ما يعرقل الاستخدام المباشر للدعامات ضمن التاجية. بلغ معدل حدوث الخثار تحت الحاد التالي لتركيب الدعامات ضمن التاجية 3.7%، وهو أعلى من المعدلات الموثقة بعد التصنيع الوعائي بالبالون.
شكل النزف التالي للعملية مشكلةً أخرى أيضًا بسبب المعالجة المشتركة الكثيفة بمضادات التخثر والعوامل المضادة للصفيحات المستخدمة للوقاية من خثار الدعامة. تحسنت تكنولوجيا الدعامات سريعًا فيما بعد، وتطورت قسطرة بالماز-شاتز ضمن الشرايين التاجية المزودة بالبالون والقابلة للتمدد عام 1989.
حققت دعامات بالماز-شاتز نتائج ممتازة مقارنةً بالتصنيع الوعائي بالبالون، وانخفض معدل حدوث الانسداد الحاد والنوب القلبية حول العملية ونكس التضيق كثيرًا بعد استخدامها، لكن نسبة الوفيات لم تتغير.
بقي معدل الخثار تحت الحاد والاختلاطات النزفية المرافقين لتركيب الدعامات الإكليلية مرتفعًا نسبيًا، إذ بلغ 85% تقريبًا من جميع عمليات التدخل عبر الجلد بحلول عام 1999.
تأسست الزمالة الخاصة بطب القلب التدخلي عام 1999 اعترافًا بأهمية التدريب المركز الذي يتطلبه إجراء التدخل التاجي عبر الجلد ونتيجة التطور السريع في هذا المجال.